# KISS MY WAY
『KISS MY WAY』（キス・マイ・ウェイ）は、日本のロックバンド、ゼリ→の3枚目のアルバムで、2002年5月22日に発売された。発売元は青空レコード。同レーベルへの移籍後、初のアルバムである。

## 収録曲
1. ALL STAR (4:16)
（作詞：ヤフミ/作曲：カズキ&ヤフミ）
2. STAY BY MY SIDE (2:36)
（作詞・作曲：ヤフミ）
3. ブリキのココロ (4:09)
（作詞・作曲：ヤフミ）
4. REVOLVER (4:25)
（作詞：ヤフミ/作曲：ユータロー）
5. Vibrant feel it (4:17)
（作詞：ヤフミ/作曲：カズキ）
6. PLATINUM (3:24)
（作詞・作曲：ヤフミ）
7. HERO (6:06)
（作詞・作曲：ヤフミ）
8. フォルム (4:34)
（作詞・作曲：ヤフミ）
9. PRETTY VACANT (Bonus Track) (3:11)
（作詞・作曲：ポール・クック、スティーブ・ジョーンズ、ジョニー・ロットン、グレン・マトロック）
セックス・ピストルズの同ナンバーのカヴァー。ヤフミとグレン・マトロックのかけあいも聴きどころである。